# Nipponaphis amamiana
Nipponaphis amamiana är en insektsart som beskrevs av Takahashi, R. 1962. Nipponaphis amamiana ingår i släktet Nipponaphis och familjen långrörsbladlöss. Inga underarter finns listade i Catalogue of Life.